# Тейльер, Гильермо

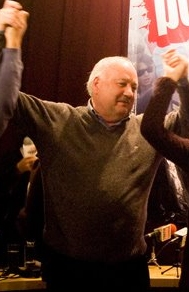

Гильермо Леон Тейльер дель Валье (исп. Guillermo León Teillier del Valle; 19 октября 1943, Санта-Барбара, Био-Био — 29 августа 2023, Сантьяго) — чилийский политический деятель. Председатель Коммунистической партии Чили (2005—2023), Генеральный секретарь ЦК КПЧ (2002—2005). Депутат Палаты депутатов (2010—2022).

## Биография
Окончил Чилийский университет. По профессии учитель. В 1958 году вступил в Коммунистическую молодёжь Чили, был секретарем региональных отделений этой организации в городах Темуко, Вальдивия и Лота. В 1974 году подвергся аресту и некоторое время находился в застенках диктатуры. С 1978 года принимал активное участие в подпольной работе Коммунистической партии Чили. С 1988 года член Политкомиссии КПЧ. В 2002 году был избран генеральным секретарем компартии. В 2005 году, после смерти Гладис Марин, стал председателем КПЧ. XXIII съезд партии (ноябрь 2006) переизбрал его на этот пост. В декабре 2009 года избран депутатом нижней палаты Национального конгресса (парламент Чили) от Сантьяго.
Скончался 29 августа 2023 года после осложнений в отделении интенсивной терапии клинической больницы Чилийского университета. Президент Габриэль Борич выразил соболезнования и объявил национальный траур в связи со смертью Тейльер «как дань уважения его преданности Чили на протяжении всей его жизни и его неустанным усилиям по построению более справедливого общества».